# FK Okjetpes Kökşetaw
Maillots
Le Okjetpes Kökşetaw Fýtbol Klýby (en kazakh : Оқжетпес Көкшетау футбол клубы, transcription en français : Oqjetpes Kökchetaoû Foûtbol Kloûby), plus couramment abrégé en Okjetpes Kökşetaw, est un club kazakh de football fondé en 2000 et basé dans la ville de Kökşetaw.

## Bilan sportif

### Palmarès
| Compétitions nationales                                                     |
| --------------------------------------------------------------------------- |
| - Championnat du Kazakhstan D2 (4) : - Champion : 2011, 2014, 2018 et 2022. |

### Classements en championnat
La frise ci-dessous résume les classements successifs du club en championnat d'Union soviétique.
La frise ci-dessous résume les classements successifs du club en championnat du Kazakhstan.

### Bilan par saison
Légende
- Promotion en division supérieure.
- Relégation en division inférieure.

| Saison    | Championnat   | Championnat  | Championnat  | Championnat  | Championnat  | Championnat  | Championnat  | Championnat  | Championnat  | Championnat  | Coupe d'URSS        |
| Saison    | Division      | Pos          | Pts          | J            | V            | N            | D            | BP           | BC           | Diff         | Coupe d'URSS        |
| --------- | ------------- | ------------ | ------------ | ------------ | ------------ | ------------ | ------------ | ------------ | ------------ | ------------ | ------------------- |
| 1968      | 3e Kazakhstan | 10e          | 35           | 40           | 12           | 11           | 17           | 45           | 59           | -14          | —                   |
| 1969      | 3e Kazakhstan | 14e          | 32           | 40           | 11           | 10           | 19           | 32           | 42           | -10          | —                   |
| 1970      | 4e Kazakhstan | 7e           | 29           | 30           | 10           | 9            | 11           | 22           | 27           | -5           | —                   |
| 1971-1978 | Club inactif  | Club inactif | Club inactif | Club inactif | Club inactif | Club inactif | Club inactif | Club inactif | Club inactif | Club inactif | Club inactif        |
| 1979      | 3e Zone 6     | 21e          | 12           | 40           | 4            | 4            | 32           | 37           | 120          | -83          | —                   |
| 1980      | 3e Zone 7     | 14e          | 31           | 38           | 12           | 7            | 19           | 44           | 53           | -9           | —                   |
| 1981      | 3e Zone 7     | 14e          | 24           | 36           | 9            | 6            | 21           | 28           | 59           | -31          | —                   |
| 1982      | 3e Zone 8     | 15e          | 32           | 36           | 11           | 10           | 15           | 29           | 41           | -12          | —                   |
| 1983      | 3e Zone 8     | 10e          | 30           | 32           | 10           | 10           | 12           | 36           | 50           | -14          | —                   |
| 1984      | 3e Zone 8     | 12e          | 26           | 32           | 10           | 6            | 16           | 33           | 39           | -6           | —                   |
| 1985      | 3e Zone 8     | 11e          | 38           | 40           | 14           | 10           | 16           | 53           | 67           | -14          | —                   |
| 1986      | 3e Zone 8     | 13e          | 21           | 28           | 10           | 1            | 17           | 30           | 56           | -26          | —                   |
| 1987      | 3e Zone 8     | 14e          | 12           | 28           | 5            | 2            | 21           | 26           | 70           | -44          | —                   |
| 1988-1989 | Club inactif  | Club inactif | Club inactif | Club inactif | Club inactif | Club inactif | Club inactif | Club inactif | Club inactif | Club inactif | Club inactif        |
| 1990      | 4e Zone 8     | 11e          | 35           | 36           | 15           | 5            | 16           | 43           | 43           | 0            | —                   |
| 1991      | 4e Zone 8     | 11e          | 36           | 36           | 14           | 8            | 14           | 45           | 50           | -5           | —                   |
| Saison    | Championnat   | Championnat  | Championnat  | Championnat  | Championnat  | Championnat  | Championnat  | Championnat  | Championnat  | Championnat  | Coupe du Kazakhstan |
| Saison    | Division      | Pos          | Pts          | J            | V            | N            | D            | BP           | BC           | Diff         | Coupe du Kazakhstan |
| 1992      | 1re           | 20e          | 8            | 18           | 2            | 2            | 14           | 12           | 61           | -49          | Huitièmes de finale |
| 1993      | 1re           | Abandon      | Abandon      | Abandon      | Abandon      | Abandon      | Abandon      | Abandon      | Abandon      | Abandon      | Quarts de finale    |
| 1994      | 2e            | 3e           | 49           | 36           | 22           | 5            | 9            | 65           | 27           | +38          | Seizièmes de finale |
| 1995      | 2e            | 3e           | 28           | 16           | 8            | 4            | 4            | 19           | 12           | +7           | —                   |
| 1996      | 1re           | 18e          | 10           | 34           | 2            | 4            | 28           | 12           | 77           | -65          | —                   |
| 1997      | 1re           | 11e          | 15           | 26           | 5            | 0            | 21           | 23           | 38           | -15          | Huitièmes de finale |
| 1998      | 1re           | 8e           | 29           | 26           | 7            | 8            | 11           | 22           | 33           | -11          | Quarts de finale    |
| 1999      | 1re           | 16e          | 10           | 30           | 2            | 4            | 24           | 19           | 68           | -49          | Huitièmes de finale |
| 2000      | 1re           | 10e          | 29           | 28           | 8            | 5            | 15           | 25           | 34           | -9           | Huitièmes de finale |
| 2001      | 1re           | 10e          | 44           | 32           | 12           | 8            | 12           | 35           | 37           | -2           | Huitièmes de finale |
| 2001      | 1re           | 10e          | 44           | 32           | 12           | 8            | 12           | 35           | 37           | -2           | Quarts de finale    |
| 2002      | 1re           | 12e          | 24           | 32           | 6            | 6            | 20           | 25           | 56           | -31          | Huitièmes de finale |
| 2003      | 1re           | 17e          | 15           | 32           | 4            | 9            | 19           | 13           | 42           | -29          | Seizièmes de finale |
| 2004      | 1re           | 11e          | 43           | 36           | 10           | 13           | 13           | 26           | 39           | -13          | Huitièmes de finale |
| 2005      | 1re           | 9e           | 37           | 30           | 11           | 4            | 15           | 26           | 32           | -6           | Huitièmes de finale |
| 2006      | 1re           | 11e          | 43           | 36           | 10           | 13           | 13           | 26           | 39           | -13          | Quarts de finale    |
| 2007      | 1re           | 15e          | 29           | 30           | 8            | 5            | 17           | 26           | 56           | -30          | Huitièmes de finale |
| 2008      | 1re           | 9e           | 35           | 30           | 10           | 5            | 15           | 32           | 48           | -16          | Seizièmes de finale |
| 2009      | 1re           | 11e          | 22           | 26           | 6            | 4            | 16           | 22           | 48           | -26          | Huitièmes de finale |
| 2010      | 1re           | 12e          | 25           | 32           | 6            | 7            | 19           | 24           | 57           | -33          | Huitièmes de finale |
| 2011      | 2e            | 1er          | 69           | 32           | 21           | 6            | 5            | 59           | 25           | +34          | Quarts de finale    |
| 2012      | 1re           | 14e          | 11           | 26           | 3            | 2            | 21           | 20           | 56           | -36          | Huitièmes de finale |
| 2013      | 2e            | 3e           | 67           | 34           | 20           | 7            | 7            | 51           | 27           | +24          | Seizièmes de finale |
| 2014      | 2e            | 1er          | 64           | 28           | 21           | 1            | 6            | 59           | 33           | +26          | Seizièmes de finale |
| 2015      | 1re           | 8e           | 29           | 32           | 12           | 6            | 14           | 36           | 41           | -5           | Quarts de finale    |
| 2016      | 1re           | 5e           | 45           | 32           | 13           | 6            | 13           | 42           | 44           | -2           | Quarts de finale    |
| 2017      | 1re           | 12e          | 24           | 33           | 7            | 3            | 23           | 28           | 61           | -33          | Quarts de finale    |
| 2018      | 2e            | 1er          | 74           | 33           | 23           | 5            | 5            | 61           | 27           | +34          | Huitièmes de finale |
| 2019      | 1re           | 7e           | 40           | 33           | 11           | 7            | 15           | 44           | 49           | -5           | Huitièmes de finale |
| 2020      | 1re           | 11e          | 11           | 20           | 2            | 5            | 13           | 16           | 38           | -22          | —                   |
| 2021      | 2e            | 4e           | 50           | 22           | 15           | 5            | 2            | 66           | 25           | +41          | Deuxième tour       |
| 2022      | 2e            | 1er          | 61           | 26           | 19           | 4            | 3            | 80           | 22           | +58          | Premier tour        |
| 2023      | 1re           | 12e          | 27           | 26           | 7            | 8            | 13           | 26           | 37           | -11          | Huitièmes de finale |

### Bilan européen
Note : dans les résultats ci-dessous, le score du club est toujours donné en premier.
| Saison    | Compétition  | Tour           | Club            | Domicile | Extérieur | Total |
| --------- | ------------ | -------------- | --------------- | -------- | --------- | ----- |
| 2009-2010 | Ligue Europa | Premier tour Q | Zimbru Chișinău | 0 - 2    | 2 - 1     | 2 - 3 |

Légende
- Victoire ou qualification pour le tour suivant
- Match nul
- Défaite ou élimination de la compétition

## Personnalités du club

### Présidents du club
- Youri Bondarenko
- Saparbek Kakishev

### Entraîneurs du club
- Syarhyey Hyerasimets (2006)
- Syarhyey Hyerasimets (2009 - 2010)
- Vladimir Chebourine (janvier 2011 - décembre 2011)
- Viktor Dohadailo (décembre 2011 - mars 2012)
- Viktor Semenov (mars 2012 - mai 2012)
- Vladimir Chebourine (mai 2012 - février 2013)
- Vladimir Moukhanov (décembre 2014 - mai 2017)
- Viktor Semenov (mai 2017 - mai 2017)
- Viktor Pasulko (mai 2017 - ?)
- Sergueï Popkov (décembre 2017 – ?)[4]
- Andrei Karpovich (3 janvier 2019 - )

### Effectif actuel
| N° | Nat.                  | Poste | Nom du joueur                     |
| -- | --------------------- | ----- | --------------------------------- |
| 1  | Drapeau du Kazakhstan | G     | David Loria                       |
| 3  | Drapeau du Kazakhstan | D     | Nurlan Dairov (en prêt du Kairat) |
| 5  | Drapeau du Kazakhstan | D     | Aleksandr Kislitsyn               |
| 6  | Drapeau du Kazakhstan | M     | Miras Tuliev                      |
| 7  | Drapeau du Kazakhstan | M     | Tanat Nuserbayev                  |
| 8  | Drapeau de l'Estonie  | M     | Artjom Dmitrijev                  |
| 10 | Drapeau du Kazakhstan | M     | Altynbek Saparov                  |
| 11 | Drapeau du Kazakhstan | M     | Timur Baizhanov                   |
| 12 | Drapeau du Kazakhstan | G     | Dzhurakhon Babakhanov             |
| 14 | Drapeau du Kazakhstan | M     | Aslan Dzhanuzakov                 |
| 17 | Drapeau du Kazakhstan | A     | Zhasulan Moldakaraev              |
| 18 | Drapeau du Kazakhstan | D     | Timur Zhakupov                    |
| 19 | Drapeau du Kazakhstan | A     | Almas Armenov                     |

| No. | Nat.                      | Position | Nom du joueur        |
| --- | ------------------------- | -------- | -------------------- |
| 20  | Drapeau du Kazakhstan     | D        | Niyaz Idrisov        |
| 21  | Drapeau de la Biélorussie | D        | Uladzislaw Kasmynin  |
| 24  | Drapeau de la Serbie      | M        | Milan Stojanović     |
| 25  | Drapeau du Panama         | D        | Roderick Miller      |
| 28  | Drapeau du Monténégro     | M        | Darko Zorić          |
| 30  | Drapeau du Kazakhstan     | A        | Sanat Zhumakhanov    |
| 31  | Drapeau du Kazakhstan     | G        | Ruslan Abzhanov      |
| 35  | Drapeau du Kazakhstan     | G        | Yaroslav Baginsky    |
| 57  | Drapeau du Kazakhstan     | M        | Evgeny Ashikhmin     |
| 77  | Drapeau du Kazakhstan     | M        | Ilya Kalinin         |
| 88  | Drapeau du Kazakhstan     | M        | Azat Ersalimov       |
| 99  | Drapeau du Brésil         | A        | Danilo Almeida Alves |

## Identité visuelle

Ancien logo.
Logo actuel.